# Slag bij de Cadmus
De Slag bij de Cadmus was een veldslag op 6 januari 1148 tijdens de Tweede Kruistocht, nabij de berg Honaz Dağı (Cadmus) in de Taurus. Hierbij versloegen de Seltsjoeken van het Sultanaat van Rûm de Franse kruisvaarders onder koning Lodewijk VII van Frankrijk vanuit een hinderlaag.
Het Franse leger was ongehavend uit de Slag bij Efeze gekomen en trok samen met de resten van het in de Slag bij Dorylaeum (1147) verslagen Duitse leger op naar Alaşehir in Lydië langs dezelfde weg van de Eerste Kruistocht. In Alaşehir voeren de Duitsers per schip terug naar Constantinopel. De Fransen volgden de kust en namen dan de weg naar het oosten. Toen ze de rivier Meander wilden oversteken, vielen de Seltsjoeken aan vanuit een hinderlaag, maar de Franse ridders sloegen de aanval af in de Slag bij Meander. De Fransen kwamen op 6 januari aan te Laodicea. Ze trokken naar de bergen tussen Frygië en Pisidië.
De voorhoede onder Godfried van Rancon reed ver vooruit. De hoofdmacht van Lodewijk vertrouwde erop, dat de voorhoede de hoogtes voor hen controleerde. Plots stormden de Seltsjoeken met zwaarden de helling af. De Fransen trokken zich terug maar stortten in de afgrond. Koning Lodewijk vocht met zijn rug tegen een boom tegen meerdere aanvallers en ontkwam.
In de nacht kon hij bij de voorhoede komen.
Lodewijk bereikte op 20 januari Antalya met de resten van zijn leger.